# Nesta Carter
Nesta Carter (Manchester, 11 ottobre 1985) è un ex velocista giamaicano.
In carriera si è laureato, con la squadra giamaicana, campione olimpico della staffetta 4×100 metri a Londra 2012, nonché campione mondiale a Taegu 2011, con il record mondiale di 37"04, e a Pechino 2015. Sempre nella staffetta veloce si è aggiudicato anche un argento ai Mondiali di Osaka 2007. Detiene nella distanza singola l'ottava prestazione di sempre con 9"78, stabilito a Rieti il 29 agosto 2010.

## Biografia

### 2007
L'atleta giamaicano esordisce per la prima volta ai Campionati mondiali di Osaka nei 100 metri piani, passando le qualificazioni e i quarti di finale, rispettivamente con 10"17 e 10"23, ma non riuscendo a qualificarsi per la finale, chiudendo la semifinale settimo con il tempo di 10"28. Il 1º settembre riesce a vincere l'argento nella staffetta 4×100 metri insieme a Marvin Anderson, Usain Bolt e Asafa Powell, segnando il primato nazionale di 37"89 dietro agli USA (37"78).

### 2008
Il 22 luglio 2008 scende per la prima volta sotto il muro dei 10 secondi, chiudendo in 9"98 al DN Galan di Stoccolma con un vento a favore di 1,0 m/s, tuttavia non riesce a qualificarsi per i Giochi olimpici di Pechino, ai quali prende comunque parte alla staffetta 4×100 metri, vincendo la medaglia d'oro e battendo il record mondiale con 37"10 insieme a Michael Frater, Usain Bolt e Asafa Powell. Tuttavia nel 2017 il Comitato Olimpico Internazionale revocherà la medaglia d'oro della staffetta giamaicana a causa della positività di Nesta Carter alla methylhexaneamina, nell'ambito dei test effettuati nel 2016.
Il 2 settembre all'Athletissima di Losanna eguaglia il proprio primato personale (vento +0,2 m/s), dietro ad Asafa Powell (9"72) e Walter Dix (9"92). Tre giorni dopo, al Memorial Ivo Van Damme di Bruxelles, segna un più modesto 10"07 dietro a Usain Bolt (9"77) e Asafa Powell (9"83) ma con un vento contrario di 1,3 m/s e su una pista bagnata.

### 2009
Nel 2009 Nesta Carter non riesce a qualificarsi per i Mondiali a Berlino e nella staffetta (che la Giamaica vince ancora con 37"31) viene rimpiazzato da Steve Mullings.
Qualche giorno dopo la conclusione dei Mondiali torna a correre sul circuito del Grand Prix a Zagabria, arrivando terzo in 10"04, dietro a Darvis Patton (9"94) e Mike Rodgers (9"97) con un vento a favore di 0,6 m/s. Il 6 settembre a Rieti vince inizialmente la semifinale in 10"28 con un abbondante vento a sfavore di 2,4 m/s, mentre in finale si piazza secondo con 10"08 dietro ad Asafa Powell che vince in 9"99 (vento -1,5 m/s).
Il 20 settembre dimostra una buona forma allo Shanghai Golden Grand Prix correndo in 9"91 (primato personale) dietro a Tyson Gay (9"69), Asafa Powell (9"85) e Darvis Patton (9"89), da notare il vento al limite di +2,0 m/s.

### 2010
Nesta Carter comincia il 2010 ai Mondiali indoor tenutisi a Doha nei 60 metri piani, arrivando settimo in finale con 6"72. Comincia la stagione all'aperto in buona condizione, arrivando secondo nel meeting della Diamond League di Doha, con 9"88 (+2,3 m/s di vento, perciò non valido come primato) dietro ad Asafa Powell (9"81). La stagione di Carter viene poi interrotta a causa di un infortunio, che gli impedisce di prendere parte agli appuntamenti più importanti.

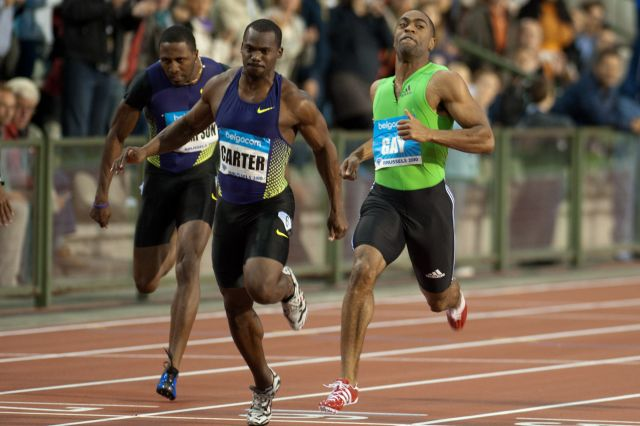
Nesta Carter (al centro) con Tyson Gay al Memorial Van Damme 2010.

Ad agosto, rientra in gran forma a un meeting minore a Lucerna ottenendo con 9"86 il suo nuovo record personale; successivamente prende parte all'ultimo meeting della Diamond League a Bruxelles, migliorandosi ulteriormente correndo in 9"85 (vento +0,1 m/s) dietro a Tyson Gay che chiude in 9"79, riuscendo così a posizionarsi quarto nella classifica finale del circuito.
Il 29 agosto, sulla veloce pista di Rieti, Carter stupisce nuovamente: dopo aver guadagnato la finale (10"13, terzo in batteria battendo Richard Thompson con lo stesso tempo) eguaglia la miglior prestazione dell'anno con un formidabile 9"78 (vento +0,9 m/s), diventando il quarto sprinter più veloce della storia sui 100 metri piani; la gara, caratterizzata dai primi 7 tempi non oltre i 10 secondi è la finale più veloce mai corsa sul suolo italiano.

### 2011
Il 4 giugno 2011 al meeting di Eugene, Carter segna il suo primato stagionale correndo in 9"92 (vento +1,3 m/s) dietro a Steve Mullings (9"80) e Mike Rodgers (9"85), tempo che batte in seguito all'Herculis di Monaco con 9"90 (vento +1,0 m/s), dietro di soli due centesimi a Usain Bolt.
Il 25 giugno, ai trials giamaicani non riesce a qualificarsi per i Mondiali chiudendo solo quarto dietro ad Asafa Powell, Yohan Blake e Steve Mullings, qualche giorno dopo al Crystal Palace di Londra corre in 10"01 dietro a Yohan Blake (9"95), con un vento contrario di 1,6 m/s.
Riesce a partecipare ai Mondiali di Taegu in seguito al ritiro di Asafa Powell per infortunio e la squalifica per doping di Steve Mullings; si qualifica in semifinale con il tempo di 10"16, ma in finale, in seguito alla squalifica di Usain Bolt per falsa partenza, arriva settimo con 10"95, dovuto a dei crampi. Tuttavia riesce a rifarsi nella staffetta 4×100 metri vincendo la medaglia d'oro con Yohan Blake, Michael Frater e Usain Bolt e stabilendo il nuovo primato mondiale con il tempo di 37"04.
Al meeting di Zurigo chiude a un modesto sesto posto con 10"12, riuscendo comunque a finire terzo nella classifica finale della Diamond League, si riscatta al meeting di Bruxelles (in una gara non valida per la Diamond League) migliorando il suo primato stagionale a 9"89 (vento +1,3 m/s) dietro a Usain Bolt che con 9"76 stabilisce il record mondiale stagionale.

### 2012
Esordisce nella stagione 2012 il 28 gennaio a New York, sull'inconsueta distanza dei 50 metri piani indoor, correndo in 5"67 dietro al connazionale Asafa Powell (5"64). Riesce in seguito a qualificarsi per i Mondiali indoor al meeting di Birmingham; dopo aver vinto la semifinale con 6"51, arriva secondo nella finale con 6"49, preceduto da Lerone Clarke (6"47) e succeduto per un solo centesimo da Asafa Powell. Ai Mondiali indoor di Istanbul, in Turchia si qualifica per la finale con 6"56; il 10 marzo corre la finale in 6"54 arrivando secondo dopo Justin Gatlin, che vince l'oro in 6"46.
Ai trials giamaicani validi per la selezione olimpica Carter partecipa sia ai 100 che ai 200 metri piani, sebbene nella finale dei 100 m corra il secondo miglior tempo con 9"95 (dopo il 9"92 di Asafa Powell) in finale arriva solo sesto con 10"01 (vento +1,1 m/s). I qualificati per le Olimpiadi sono Yohan Blake (9"75), Usain Bolt (9"86) e Asafa Powell (9"88); il suo posizionamento gli impedirebbe anche di prendere parte alla finale della staffetta 4×100 metri. In seguito si disputano anche le selezioni per i 200 metri, ma ancora una volta per Carter non c'è nulla da fare: quinto posto con 20"45 (vento -0,5 m/s), in una finale in cui ancora una volta Yohan Blake batte Usain Bolt (19"80 contro 19"83), il terzo classificato è invece Warren Weir con 20"03.
Ancora come nell'anno precedente pur non partecipando nelle gare individuali dei Giochi olimpici riesce ad entrare a far parte della staffetta, stavolta dopo l'ennesimo infortunio di Asafa Powell avvenuto nella finale dei 100 metri, in cui arriva ultimo con 11"99. Carter riesce così a correre in squadra prima in semifinale in 37"39 in assenza di Usain Bolt (sostituito da Kemar Bailey-Cole), mentre in finale, ancora una volta in prima frazione e con la stessa squadra dell'anno precedente (Frater, Blake, Bolt) riesce per la terza volta in carriera ad abbattere il primato mondiale con 36"84, scendendo per la prima volta sotto il muro dei 37 secondi.

## Record nazionali
Seniores
- Staffetta 4×100 metri: 36"84 ( Londra, 11 agosto 2012)  (Nesta Carter, Michael Frater, Yohan Blake, Usain Bolt)

## Progressione

### 100 metri piani
| Stagione | Tempo | Luogo        | Data      | Rank. Mond. |
| -------- | ----- | ------------ | --------- | ----------- |
| 2018     | 10"07 | Barranquilla | 30-7-2018 |             |
| 2017     | 10"27 | Kingston     | 20-5-2017 |             |
| 2015     | 9"98  | Kingston     | 9-5-2015  |             |
| 2014     | 9"96  | Stoccolma    | 21-8-2014 |             |
| 2013     | 9"87  | Madrid       | 13-7-2013 | 4º          |
| 2012     | 9"95  | Zurigo       | 30-8-2012 | 12º         |
| 2012     | 9"95  | Losanna      | 23-8-2012 | 12º         |
| 2012     | 9"95  | Kingston     | 29-6-2012 | 12º         |
| 2011     | 9"89  | Bruxelles    | 16-9-2011 | 9º          |
| 2010     | 9"78  | Rieti        | 29-8-2010 | 1º          |
| 2009     | 9"91  | Shanghai     | 20-9-2009 | 5º          |
| 2008     | 9"98  | Losanna      | 2-9-2008  | 13º         |
| 2008     | 9"98  | Stoccolma    | 22-7-2008 | 13º         |
| 2007     | 10"11 | Kingston     | 23-6-2007 | 32º         |
| 2006     | 10"20 | Spanish Town | 4-6-2006  | 49º         |
| 2005     | 10"59 | Kingston     | 18-3-2005 | 755º        |
| 2004     | 10"56 | Spanish Town | 12-6-2004 | 730º        |
| 2003     | 11"01 | Kingston     | 5-4-2003  |             |

### 200 metri piani
| Stagione | Tempo | Luogo    | Data      | Rank. Mond. |
| -------- | ----- | -------- | --------- | ----------- |
| 2018     | 21"77 | Kingston | 26-5-2018 |             |
| 2017     | 21"14 | Kingston | 11-3-2017 |             |
| 2015     | 20"60 | Kingston | 11-4-2015 |             |
| 2014     | 20"54 | Kingston | 12-4-2014 |             |
| 2013     | 20"93 | Kingston | 13-4-2013 |             |
| 2012     | 20"37 | Kingston | 30-6-2009 | 31º         |
| 2011     | 20"25 | Kingston | 7-5-2011  | 16º         |
| 2009     | 20"69 | Kingston | 18-4-2009 | 121º        |
| 2008     | 20"31 | Kingston | 29-6-2008 | 22º         |
| 2006     | 20"78 | Zurigo   | 18-8-2006 | 136º        |
| 2005     | 21"39 | Kingston | 26-6-2005 | 780º        |
| 2004     | 21"10 | Hamilton | 11-4-2004 |             |
| 2003     | 22"01 | Kingston | 5-4-2003  |             |

## Palmarès
| Anno | Manifestazione   | Sede         | Evento      | Risultato  | Prestazione | Note                                     |
| ---- | ---------------- | ------------ | ----------- | ---------- | ----------- | ---------------------------------------- |
| 2004 | Mondiali U20     | Grosseto     | 200 m piani | Semifinale | 21"24       |                                          |
| 2007 | Mondiali         | Osaka        | 100 m piani | Semifinale | 10"28       |                                          |
| 2007 | Mondiali         | Osaka        | 4×100 m     | Argento    | 37"89       | Record nazionale                         |
| 2008 | Giochi olimpici  | Pechino      | 4×100 m     | dq         | 37"10       | [ 25 ]                                   |
| 2010 | Mondiali indoor  | Doha         | 60 m piani  | 7º         | 6"72        |                                          |
| 2011 | Mondiali         | Taegu        | 100 m piani | 7º         | 10"95       |                                          |
| 2011 | Mondiali         | Taegu        | 4×100 m     | Oro        | 37"04       | Record mondiale                          |
| 2012 | Mondiali indoor  | Istanbul     | 60 m piani  | Argento    | 6"54        |                                          |
| 2012 | Giochi olimpici  | Londra       | 4×100 m     | Oro        | 36"84       | Record mondiale                          |
| 2013 | Mondiali         | Mosca        | 100 m piani | Bronzo     | 9"95        |                                          |
| 2013 | Mondiali         | Mosca        | 4×100 m     | Oro        | 37"36       | Miglior prestazione mondiale stagionale  |
| 2014 | Mondiali indoor  | Sopot        | 60 m piani  | 7º         | 6"57        |                                          |
| 2014 | World Relays     | Nassau       | 4×100 m     | Oro        | 37"77       |                                          |
| 2015 | World Relays     | Nassau       | 4×100 m     | Argento    | 37"68       | Miglior prestazione personale stagionale |
| 2015 | Mondiali         | Pechino      | 4×100 m     | Oro        | 37"36       | Miglior prestazione mondiale stagionale  |
| 2018 | Giochi CAC       | Barranquilla | 100 m piani | Oro        | 10"07       | Miglior prestazione personale stagionale |
| 2018 | Giochi CAC       | Barranquilla | 4×100 m     | Bronzo     | 38"79       |                                          |
| 2018 | Campionati NACAC | Toronto      | 4×100 m     | 4º         | 38"96       |                                          |
| 2019 | World Relays     | Yokohama     | 4×100 m     | 6º         | 38"88       |                                          |

## Altre competizioni internazionali
2008
- Argento alla World Athletics Final ( Stoccarda), 100 m piani - 10"07

2010
- 4º della Diamond League nella specialità dei 100 m piani (6 punti)

2011
- 3º della Diamond League nella specialità dei 100 m piani (4 punti)